# Serena Kessler
Pour les articles homonymes, voir Kessler.
Serena Kessler (née le 25 octobre 2002 à Lyon) est une joueuse française de basket-ball.

## Biographie
Après avoir été victime fin 2020 d’une rupture du ligament croisé antérieur du genou droit qui mit fin à sa saison après seulement cinq matchs de championnat, Serena Kessler voit également sa saison 2021-2022 très nettement écourtée, ayant subi la même blessure au genou gauche lors de la deuxième journée de championnat.
Pour sa troisième saison au club, elle dispute huit rencontres de championnat avant de se blesser à nouveau au genou droit, la plastie de son ligament antérieur ayant cédé lors d’un entraînement.

## Palmarès
- Médaille de bronze au championnat d’Europe U18 2019